# Монревель, Клод де Лабом
Клод де Лабом (фр. Claude de la Baume; ум. после 22 июня 1481), граф де Монревель — савойский, бургундский и французский государственный и военный деятель.

## Биография
Сын Жана II де Лабома, сеньора де Бонрепо, и Жанны де Шалон, графини де Тоннер, внук маршала Франции Жана де Лабома.
Сеньор де Валюфен, Фуасья, Бонрепо, Сент-Этьен-дю-Буа, Монрибло, Эсте, Бюсси, Мариньи, Ла-Рош-дю-Ванель, Круази, Лег, Гризель, Вернантуа, Валансе, Вале, Презийи, Борегар, Больё, Пелапюссен, Сен-Мартен-ле-Шатель, виконт де Линьи.
Унаследовал от деда титул графа Монревеля. С матерью после 1435 года находился во враждебных отношениях, и не виделся с ней до самой ее смерти. После этого пытался судиться со своим двоюродным братом Жаном, Шалонским бастардом, которого графиня назначила своим основным наследником.
В 1436 году заключил со своими дядьями Жаком де Лабомом, сеньором д'Абержеманом и Пьером де Лабомом, сеньором де Мон-Сен-Сорленом, а также с кузеном Антуаном де Сен-Тривье, сеньором де Сен-Тривье в Домбе, и его дядей Симоном де Сент-Амуром соглашение о наследстве Антуана де Латура, Одона де Виллара и своей бабки Жанны де Латур.
В 1452 году участвовал в помпезной церемонии погребения Филиппа Савойского, графа Женевского, и  вел под уздцы черного коня принца.
Был в числе двухсот сеньоров, дворян и дворцовых распорядителей, принесших от имени герцога Людовика Савойского присягу по договору о союзе и конфедерации, заключенному в 1452 году с Карлом VII. В том же году упоминается в жалованной грамоте об апанаже Амедею Савойскому, сеньору Бресса и Во.
Филипп III Добрый, у которого Клод состоял советником и камергером, 11 марта 1461 пожаловал ему сеньории Круази, Лег и Гризель в бальяже Монтань во Франш-Конте, некогда принадлежавшие Жанне де Шалон, и конфискованные у сеньоров д'Аргёля и де Юссона. В 1464 году герцог Бургундский поручил Монревелю помешать нескольким савойским сеньорам, собиравшимся втайне поднять против него войска. 17 апреля 1466 Карл Смелый из Брюсселя направил ему письмо, в котором убеждал не браться за оружие против герцога де Бурбона, на которого Людовик XI хотел натравить армию герцога Савойского.
Карл Смелый грамотой от 22 августа 1470 подтвердил графа де Монревеля в должностях советника и камергера. В 1476 году Клод де Лабом был взят в плен в стычке у Монрольона Жоффруа де Шабанном, сеньором де Шарлюсом, «генерал-капитаном 25 копий и 4000 вольных стрелков», как он назван в квитанции о выкупе.
Во время перемирия в войне за бургундское наследство Людовик XI грамотой, данной 22 июля 1481 в Пон-де-л'Арше в присутствии епископа Альби, назначил де Лабома своим советником и камергером.

## Семья
Жена (контракт 9.09.1427): Гаспарда де Леви, дочь Филиппа IV де Леви, графа де Виллара, и Антуанетты д'Андюз, дамы де Ла-Вут
Дети:
- Жан III де Лабом (ум. после 1483), граф де Монревель. Жена: Бонна де Нёшатель (ум. ок. 1491), дочь Тьебо VIII де Нёшателя и Гийеметты де Вьен
- Клод де Лабом (ум. после 1502), сеньор д'Абержеман, виконт де Линьи-ле-Шатель. Карл Смелый грамотой, данной в Дижоне 13.02.1473 назначил его штатным камергером. Карл VIII грамотой, данной в Божанси 13.11.1483, назначил его своим советником и штатным камергером. В последней должности был подтвержден грамотой Людовика XII, данной в Лионе 27.09.1501. по завещанию, составленному 2.04.1502, назначил наследником старшего брата. Жена: Мари д'Уазеле, дочь Жана, сеньора д'Уазеле, и Жанны д'Уазеле. Брак бездетный. Имел внебрачную дочь
- Луиза де Лабом. Муж (11.03.1454, Боже-ан-Бресс): Ферри де Кюзанс, сеньор де Кюзанс, Бельвуар и Дарсе в Осуа
- Клодин де Лабом. Муж (контракт 14.07.1455, Монревель-ан-Брес): Клод де Ла-Гиш, сеньор де Шаффо и Мартиньи-ле-Конт